# Верховська сільська рада
54°57′22.4″ пн. ш. 29°23′40.4″ сх. д. / 54.956222° пн. ш. 29.394556° сх. д.
Верхо́вська сільська рада (біл. Вярхо́ўскі сельсавет) — адміністративно-територіальна одиниця у складі Бешенковицького району, Вітебської області Білорусі. Адміністративний центр сільської ради — агромістечко Верхов'є.

## Розташування
Верховська сільська рада розташована у північній частині Білорусі, в центральній частині Вітебської області, на південний захід від обласного центру Вітебськ та на південь — південний захід від районного центру Бешенковичі.
По території сільської ради, із півдня на північ, протікає річка Свєчанка, права притока Улли (басейн Західної Двіни). Річка тече через озеро Стержень (1,68 км²), яке розташоване на кордоні ради із Чашницьким районом.

## Історія
Сільська рада була створена 20 серпня 1924 року у складі Бешенковицького району Вітебської округи (БРСР) і знаходилась там до 26 липня 1930 року. В 1930 році округа була ліквідована і рада у складі Бешенковицького району перейшла у пряме підпорядкування БРСР. З 20 лютого 1938 року, з утворенням Вітебської області, разом із Бешенковицьким районом, увійшла до її складу.

## Склад сільської ради
До складу Верховської сільської ради входить 20 населених пунктів:
| - Боркуни — село. - Верхов'є — агрогородок. - Водопоеве — село. - Воскресенці — село. - Гурине — село. - Дапани — село. - Драбушове — село. | - Заболоття — село. - Застаріння — село. - Кути (Угли) — село. - Луг — село. - Люлюки — село. - Машки — село. - Пугачки — село. | - Сватовка — село. - Селище — село. - Стар — село. - Черкаси — село. - Шкалевка — село. - Щуки — село. |